# Stoßton (Limburgisch)
In den limburgischen und ripuarischen Dialekten wird mit Stoßton einer der beiden für diese Sprachen typischen Tonakzente bezeichnet. Der ihn tragende Vokal ist (meist stark) betont und seine Tonhöhe sinkt gleichförmig ab, während er erklingt. Der Umfang der Tonhöhenänderung ist regional unterschiedlich.
In geringem Umfang taucht der Stoßton noch im Luxemburgischen, im angrenzenden Pfälzischen und Moselfränkischen auf, sowie im Rheinischen Regiolekt. Er ist ansonsten im europäischen Sprachraum unbekannt.
Im niederländischen und flämischen Schrifttum wird dieser Tonakzent als stoottoon, im Deutschen auch als „Tonakzent 1“ bezeichnet.
Der zweite Tonakzent der genannten Sprachen ist der Schleifton, niederländisch sleeptoon.